# Nerw strzałkowy wspólny

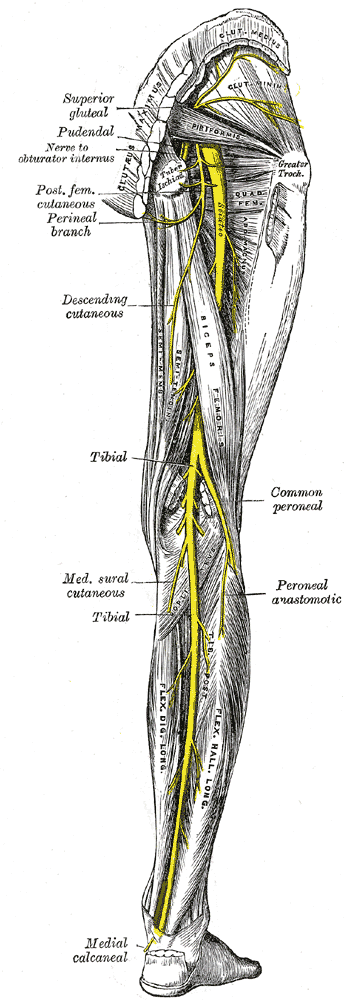
Nerwy kończyny dolnej prawej; nerw strzałkowy wspólny odchodzi w środkowej części po prawej stronie

Nerw strzałkowy wspólny (łac. nervus peroneus communis) – w anatomii człowieka nerw kończyny dolnej będący jedną z dwóch gałęzi końcowych nerwu kulszowego. Składa się z włókien pochodzących z nerwów rdzeniowych L4, L5, S1 i S2. Najczęściej rozpoczyna się w dole podkolanowym. 

## Przebieg i główne odgałęzienia
Nerw strzałkowy wspólny swój początek bierze zwykle w dole podkolanowym. Biegnie po przyśrodkowym brzegu mięśnia dwugłowego uda, następnie przewija się dookoła szyjki strzałki. Następnie wchodzi pomiędzy przyczepy mięśnia strzałkowego długiego i dzieli się na dwie końcowe gałęzie: nerw strzałkowy głęboki i nerw strzałkowy powierzchowny. W przebiegu oddaje odgałęzienia unerwiające staw kolanowy, staw piszczelowo-strzałkowy oraz nerw skórny boczny łydki – unerwiający skórę na strzałkowej powierzchni łydki, aż do kostki bocznej. Gałąź tylna nerwu skórnego bocznego łydki współtworzy nerw łydkowy.

### Nerw strzałkowy głęboki
Po odejściu od nerwu strzałkowego wspólnego, biegnie przykryty przez prostowniki goleni wraz z tętnicą i żyłami piszczelowymi przednimi po przedniej stronie błony międzykostnej goleni, w kierunku grzbietu stopy. Biegnie pod troczkiem górnym i dolnym prostowników. W końcowym odcinku wychodzi pod skórę i dzieli się na nerw grzbietowy palucha boczny i nerw grzbietowy palca drugiego przyśrodkowy. Nerw strzałkowy głęboki w przebiegu oddaje gałęzie unerwiające wszystkie mięśnie grupy przedniej (prostowniki) podudzia, mięśnie grzbietowe stopy i stawy: skokowo-goleniowy, stępu, stępowo-śródstopne oraz śródstopno-paliczkowe.

### Nerw strzałkowy powierzchowny
Po odejściu od nerwu strzałkowego wspólnego, biegnie po powierzchni mięśnia prostownika długiego palców, następnie wychodzi pod skórę (na około ⅓ wysokości podudzia) i dzieli się na gałęzie końcowe: nerw skórny grzbietowy przyśrodkowy i nerw skórny grzbietowy pośredni. W przebiegu nerw strzałkowy powierzchowny oddaje gałęzie mięśniowe do obu mięśni strzałkowych.

## Unerwienie ruchowe
- grupa boczna podudzia,
- grupa przednia mięśni podudzia i grzbietu stopy (prostowniki).

## Unerwienie czuciowe
- powierzchnia boczna podudzia,
- powierzchnia grzbietowa stopy,
- powierzchnie grzbietowe palców.

## Porażenie
Nerw strzałkowy wspólny przewija się dookoła szyjki kości strzałkowej, leżąc najbardziej powierzchownie. W tym miejscu najczęściej ulega mechanicznemu uszkodzeniu. Uraz nerwu strzałkowego wspólnego uniemożliwia zgięcie grzbietowe i ruch nawracania stopy (objaw stopy opadającej). Uwidacznia się to szczególnie w trakcie chodzenia, które jest mocno utrudnione (występuje chód ptasi lub koguci, z wysokim unoszeniem kończyny porażonej i upuszczaniem jej na palce, jak przy brodzeniu, brak możliwości stanięcia na pięcie). Wtórny przykurcz zginaczy powoduje powstanie stopy końsko-szpotawej.

### Objawy porażenia
- porażenie mięśni prostowników (brak możliwości zginania grzbietowego stopy i palców),
- porażenie mięśni strzałkowych (opadnięcie brzegu bocznego stopy),
- pojawienie się tzw. chodu ptasiego lub koguciego,
- zaburzenie czucia powierzchni grzbietowej stopy i palców.